# 호도가야정
호도가야정(일본어: 保土ケ谷町)은 1889년 4월 1일부터 1927년 4월 1일까지 존재했던 일본 가나가와현 다치바나군의 정이다. 

## 지리
현재의 요코하마시 호도가야구 동부, 니시구 서부에 해당한다.

## 역사
- 1889년 4월 1일 - 정촌제 시행에 의해 다치바나군 호도가야정이 성립하였다.
- 1927년 
  - 4월 1일 - 전역이 요코하마시에 편입되어 호도가야정은 폐지되었다.
  - 10월 1일 - 요코하마시가 정령지정도시로 시행되어 옛 구역은 가나가와구, 나카구, 호도가야구가 되었다.

## 교통

### 철도
- 철도성 (→ JR동일본)
  - 도카이도 본선

현재의 사가미 철도 본선은 당초 폐지 시점(1927년 4월 1일)에서는 정역 내에 도달하지 않았다

### 도로
- 도카이도 (현재의 국도 제1호선)
- 하치오지 가도 (현재의 국도 제16호선)

## 참고 문헌
- 角川日本地名大辞典編纂委員会,『角川日本地名大辞典 神奈川県』1984, 角川書店